# Aleh Biabienin
Aleh Mikałajewicz Biabienin (biał. Алег Мікалаевіч Бябенін, ros. Олег Николаевич Бебенин, Oleg Nikołajewicz Biebienin; ur. 14 czerwca 1974 w Kostromie, zm. 2 lub 3 września 2010 w Pierchurowie na Białorusi) – białoruski dziennikarz, założyciel i redaktor strony internetowej charter97.org – jednego z głównych opozycyjnych białoruskich portali internetowych; zmarły w niewyjaśnionych okolicznościach.

## Życiorys
Urodził się 14 czerwca 1974 roku w mieście Kostroma w Rosyjskiej FSRR, ZSRR, w rodzinie prokuratora wojskowego. Ukończył studia na Wydziale Dziennikarstwa Białoruskiego Uniwersytetu Państwowego w Mińsku. Zaraz po studiach podjął pracę w niezależnej prasie: najpierw w „Biełorusskiej Diełowej Gaziecie”, następnie w nowo utworzonej gazecie „Imia”, w której osiągnął stanowisko zastępcy redaktora naczelnego.
W 1998 roku założył dla organizacji Karta'97 stronę internetową charter97.org, która stała się później jednym z głównych białoruskich portali informacyjnych, opozycyjnych wobec prezydenta Alaksandra Łukaszenki. Kierował nią aż do śmierci.

## Okoliczności śmierci
2 września 2010 roku Aleh Biabienin pojechał do swojej daczy we wsi Pierchurowo pod Mińskiem. Tego samego dnia utracono z nim kontakt. Zaniepokojona żona zwróciła się z prośbą do swojej siostry, aby sprawdziła na miejscu, dlaczego nie odbiera telefonu komórkowego. Ta udała się do daczy i odnalazła Biabienina martwego, w piątek 3 września 2010 roku, o godzinie 17:30. Tego samego dnia na miejscu zdarzenia zaczęli pracować milicyjni eksperci. Jak poinformował agencję prasową BiełaPAN naczelnik oddziału informacji i łączności społecznej Urzędu spraw wewnętrznych Mińskiego obwodowego komitetu wykonawczego alaksandr Danilczanka, ciało dziennikarza odnaleziono w następującym stanie:

Biabienin wisiał na samodzielnie wykonanej pętli, przymocowanej do klatki schodowej prowadzącej na drugą kondygnację domu. Obok leżał taboret. (…) Śladów walki i uszkodzeń zewnętrznych na ciele nie znaleziono.

Prokuratura rejonu dzierżyńskiego wstępnie za najbardziej prawdopodobną przyczynę śmierci uznała samobójstwo. 4 września prokurator rejonu dzierżyńskiego Siarhiej Kauryhin poinformował, że nie znaleziono listu pożegnalnego. W trakcie oględzin domu znaleziono natomiast dwie puste butelki po napoju alkoholowym „Białoruski balsam”. Według zeznań sąsiadów, w przeddzień i w dzień tragedii nie widziano na letnisku żadnych postronnych osób, z wyjątkiem samego Babienina. Ekspertyza sądowa nie ujawniła żadnych uszkodzeń ciała z wyjątkiem blizny po zadzierzgnięciu pętli na szyi.
4 września w dochodzenie włączyła się Prokuratura Generalna Białorusi. Na miejsce tragedii udał się niedawno wyznaczony zastępca prokuratora generalnego Andrej Szwied.
Aleh Biabienin pozostawił żonę i dwóch synów.

### Kontrowersje
Śmierć Aleha Babienina wywołała szok w środowisku dziennikarskim i opozycyjnym na Białorusi, a także spekulacje i wątpliwości dotyczące prawdziwej przyczyny śmierci dziennikarza. Kierowana przez niego strona internetowa bardzo ostro krytykowała państwowe władze z urzędującym prezydentem Alaksandrem Łukaszenką na czele. Wieloletni przyjaciel dziennikarza Źmicier Bandarenka twierdzi, że w przeddzień tragedii Biabienin spotkał się z kolegami i nikt nie zauważył u niego objawów depresji, przeciwnie, miał wiele planów. Podobnego zdania jest przewodniczący organizacji „Europejska Białoruś” Andrej Sannikau, który blisko współpracował z Biabieninem. Stwierdził, że w śmierci założyciela i szefa strony charter97.org wiele rzeczy wzbudza duże wątpliwości, podkreślając, że spotykali się codziennie i mieli wiele planów na przyszłość.
Zdaniem niezależnej gazety Nasza Niwa istnieje podejrzenie, że za śmiercią dziennikarza stoją tzw. szwadrony śmierci lub osoby, które w przeszłości w nich służyły. Nazwą tą określa się jednostkę służb specjalnych, której istnienie nie zostało udowodnione, a która oskarżana jest, że z polecenia władz pod koniec lat 90. XX wieku dokonała serii uprowadzeń i zabójstw przeciwników politycznych prezydenta Alaksandra Łukaszenki: Wiktara Hanczara, Juryja Zacharanki, Anatola Krasouskiego i Dzmitryja Zawadskiego. Oznaczałoby to, że Biabienin został zamordowany z przyczyn politycznych.

#### Argumenty przemawiające za wersją o samobójstwie
- okoliczności odnalezienia ciała, sugerujące samobójstwo przez powieszenie;
- brak obrażeń ciała innych niż na szyi, brak śladów walki;
- zeznania świadków wskazujące na brak w tym czasie innych osób na miejscu tragedii[2].

#### Argumenty przemawiające przeciwko wersji o samobójstwie
- treść wysłanych przez Biabienina ostatnich SMS-ów, z których wynikało, że w czwartek 2 września wieczorem planował iść z przyjaciółmi do kina;
- brak listu pożegnalnego;
- brak objawów depresji w dniach poprzedzających tragedię – Biabienin tydzień wcześniej wrócił wraz z rodziną z wypoczynku w Grecji; zdaniem znajomych, był w dobrym humorze i miał wiele planów;
- ze względu na jego działalność opozycyjną i krytykę władz państwowych, istnieje podejrzenie morderstwa z przyczyn politycznych[2].

### Reakcje społeczności międzynarodowej
- 5 września 2010 roku Przewodniczący Parlamentu Europejskiego Jerzy Buzek wydał oświadczenie, że jest głęboko poruszony śmiercią Aleha Biabienina. Podkreślił, że dziennikarz działał na rzecz poprawy demokracji na Białorusi. Wezwał też władze Białorusi do przeprowadzenia wyczerpującego i przejrzystego dochodzenia w sprawie tej tragedii[3];
- 6 września 2010 roku Przedstawiciel ds. Wolności Mediów OBWE, Dunja Mijatovic, wyraziła zaniepokojenie śmiercią dziennikarza i wezwała do przejrzystego i niezależnego śledztwa. Przekazała także kondolencje jego rodzinie i znajomym[4].
- 9 września 2010 roku rzecznik prasowy Wysokiej Przedstawiciel/Wiceprzewodniczącej Komisji Europejskiej Catherine Ashton, Maja Kocijancic oświadczyła: Dowiedzieliśmy się ze smutkiem o tragicznej śmierci Aleha Biabienina. Był to jeden z kluczowych działaczy wzywających do reform na Białorusi. Dołączamy do apelu o przeprowadzenie pełnego, niezależnego i przejrzystego śledztwa w sprawie przyczyn jego śmierci[5];
- 9 września 2010 roku Przedstawicielstwo Stanów Zjednoczonych przy OBWE wydało oświadczenie, że kraj ten przyłącza się do wyrazów współczucia dla rodziny i przyjaciół zmarłego; jednocześnie przyjmuje z zadowoleniem zapowiedź Biura Prokuratora Generalnego Białorusi, że zbadane zostaną wszystkie możliwe przyczyny śmierci dziennikarza i wzywa władze Białorusi do jej realizacji. W oświadczeniu podkreślono, że jest w interesie wszystkich stron, by przeprowadzić pełne i przejrzyste dochodzenie[6];
- 14 września 2010 roku deputowany do Parlamentu Europejskiego z ramienia Europejskich Konserwatystów i Reformatorów Michał Kamiński wystąpił do Komisji Europejskiej z pisemnym pytaniem dotyczącym śmierci Aleha Biabienina. Opisał w nim kontrowersje dotyczące przyczyn jego śmierci, podkreślił stopień ingerencji białoruskich władz w działalność mediów w tym kraju i częste prześladowania, z którymi zmagają się działacze białoruskiej opozycji i zapytał jaki jest stan wiedzy Komisji odnośnie opisanego powyżej przypadku i jakie działania zamierza podjąć Komisja celem skłonienia białoruskich władz do rzetelnego wyjaśnienia zagadki śmierci Aleha Bebenina[7].